# Czubnik cytrynowy

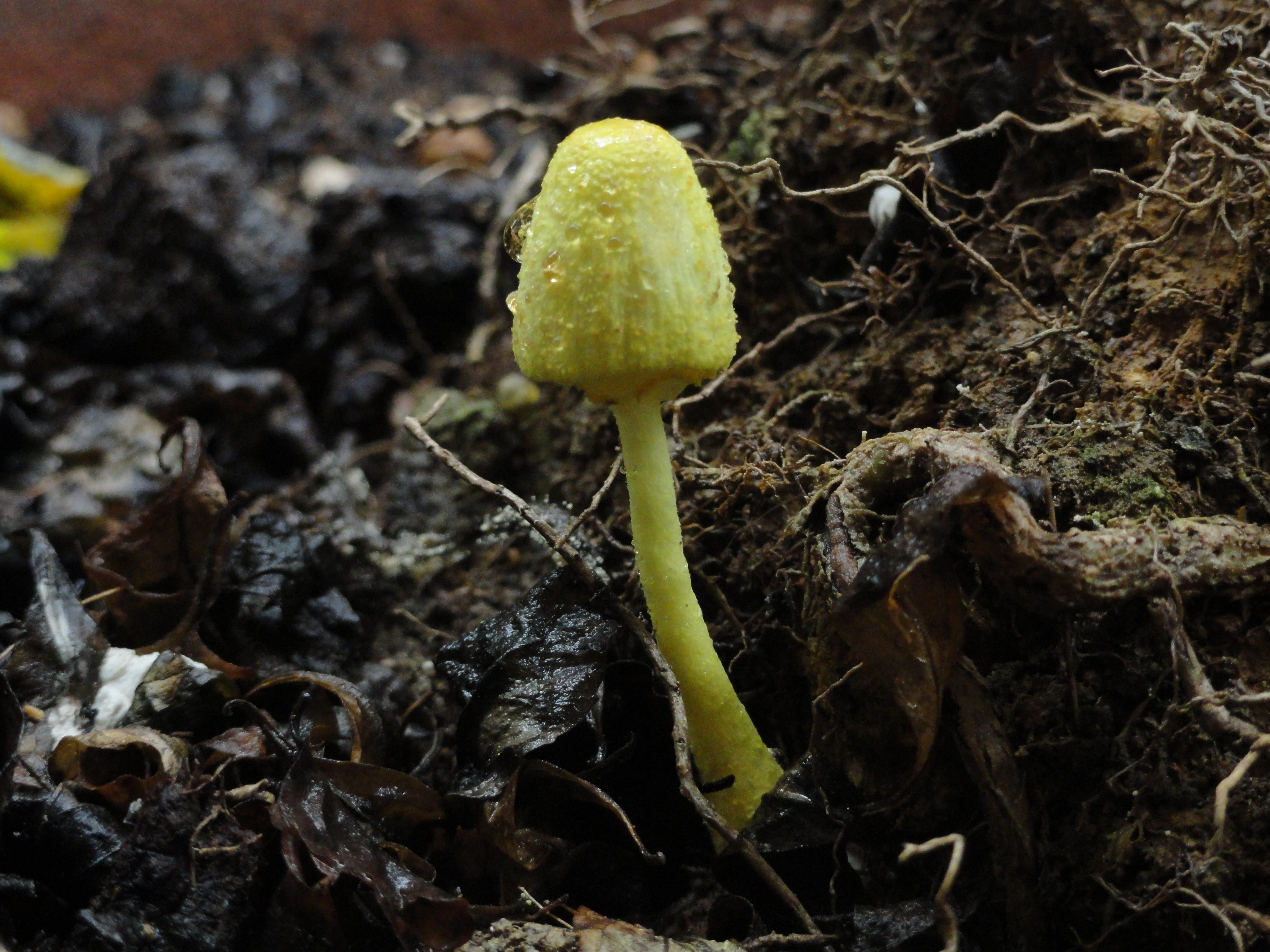

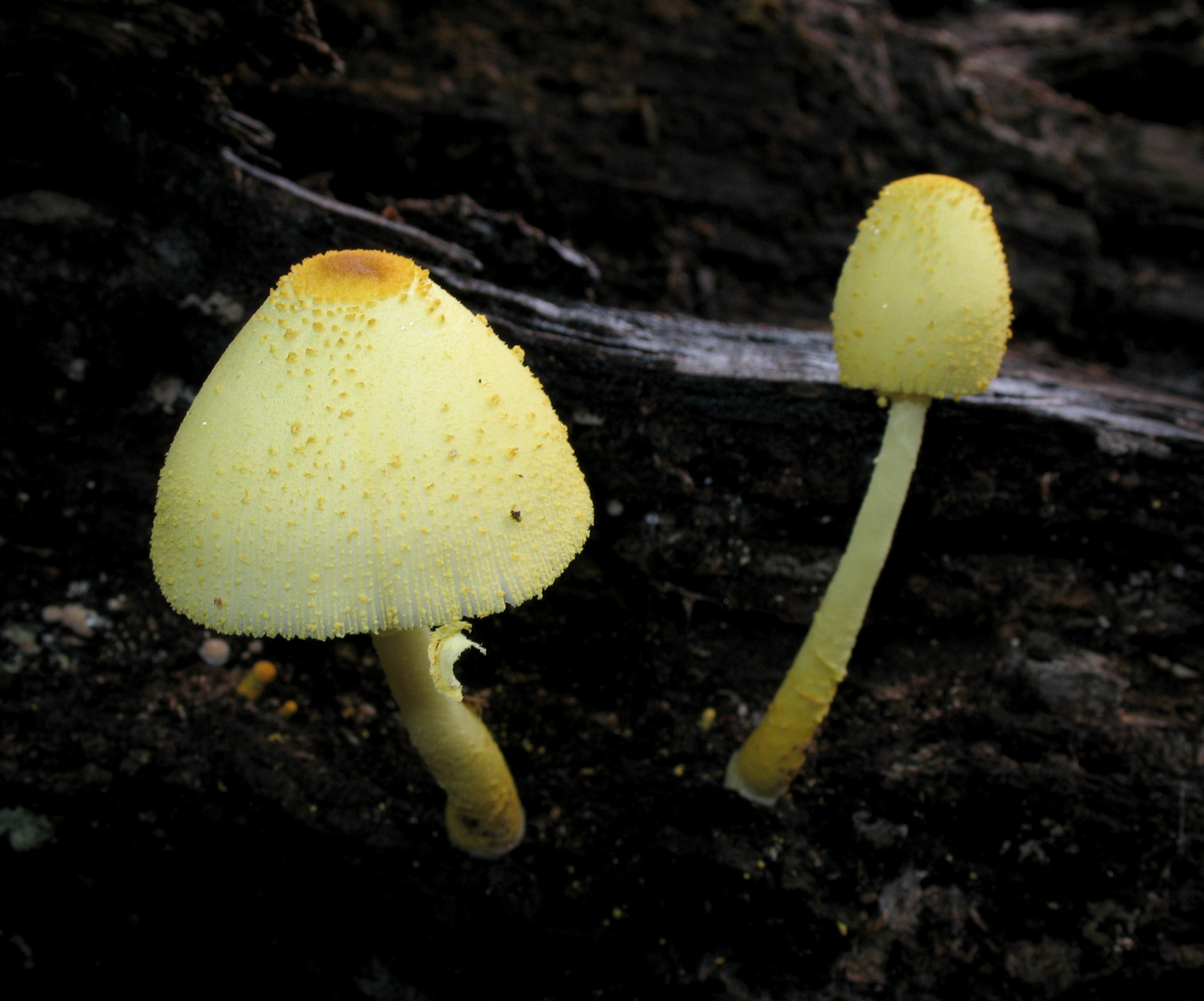

Czubnik cytrynowy (Leucocoprinus birnbaumii (Corda) Singer) – gatunek grzybów z rodziny pieczarkowatych (Agaricaceae).

## Systematyka i nazewnictwo
Pozycja w klasyfikacji według Index Fungorum: Agaricaceae, Agaricales, Agaricomycetidae, Agaricomycetes, Agaricomycotina, Basidiomycota, Fungi.
Gatunek ten po raz pierwszy zdiagnozował August Corda nadając mu nazwę Agaricus birnbaumii. Obecną, uznaną przez Indeks Fungorum nazwę nadał mu Rolf Singer w 1962 r.
Synonimy:
- Agaricus aureus F.M. Bailey 1913
- Agaricus birnbaumii Corda 1839
- Agaricus cepistipes var. luteus Bolton 1788
- Agaricus luteus Bolton 1788
- Bolbitius birnbaumii (Corda) Sacc. & Traverso 1910
- Lepiota aurea Massee 1912
- Lepiota cepistipes var. lutea (Bolton) Sacc. 1887
- Lepiota lutea (Bolton) Mattir. 1897
- Lepiota pseudolicmophora Rea 1922
- Leucocoprinus birnbaumii (Corda) Singer 1962 var. birnbaumii
- Leucocoprinus birnbaumii var. salvadorianus Raithelh. 1987
- Leucocoprinus luteus (Bolton) Locq. 1945

Nazwę polską zaproponował Władysław Wojewoda w 1998 r., wcześniej (w 1983 r.) Barbara Gumińska i W. Wojewoda opisywali ten gatunek pod nazwą czubek cytrynowy.

## Morfologia
Kapelusz
Stożkowaty, z wiekiem dzwonkowaty do rozpostartego; średnica od 1 do 8 cm, lśniący, o siarkowożółtej barwie. Powierzchnia pokryta włóknistymi łuskami, przy brzegach naga i prążkowana. Brzeg faliście bruzdowany.
Blaszki
Szerokie, jasnożółte do siarkowożółtych.
Trzon
W kolorze kapelusza, łamliwy, z cienkim pierścieniem. Cylindryczny, rozszerzający się ku podstawie; do 10 cm długości.
Miąższ
Cienki, siarkowożółty, o słabym, nieco nieprzyjemnym zapachu.
Zarodniki
Wysyp zarodników koloru białego, mają one kształt elipsoidalny, o wymiarach 8-12 × 5–9 μm. Nieamyloidalne, gładkie.

## Występowanie i siedlisko
Grzyb tropikalny, w Polsce najczęściej wyrasta przez cały rok w szklarniach i doniczkach z roślinami ozdobnymi. Saprotrof, rozkłada torf i inną martwą materię organiczną zawartą w ziemi.

## Znaczenie
Niejadalny, jego obecność nie szkodzi w żaden sposób sąsiadującym roślinom.

## Gatunki podobne
W doniczkach i szklarniach mogą wyrastać inne, podobne gatunki egzotycznych grzybów, jak różniący się barwą (biały) Leucocoprinus cretatus.